# Computex

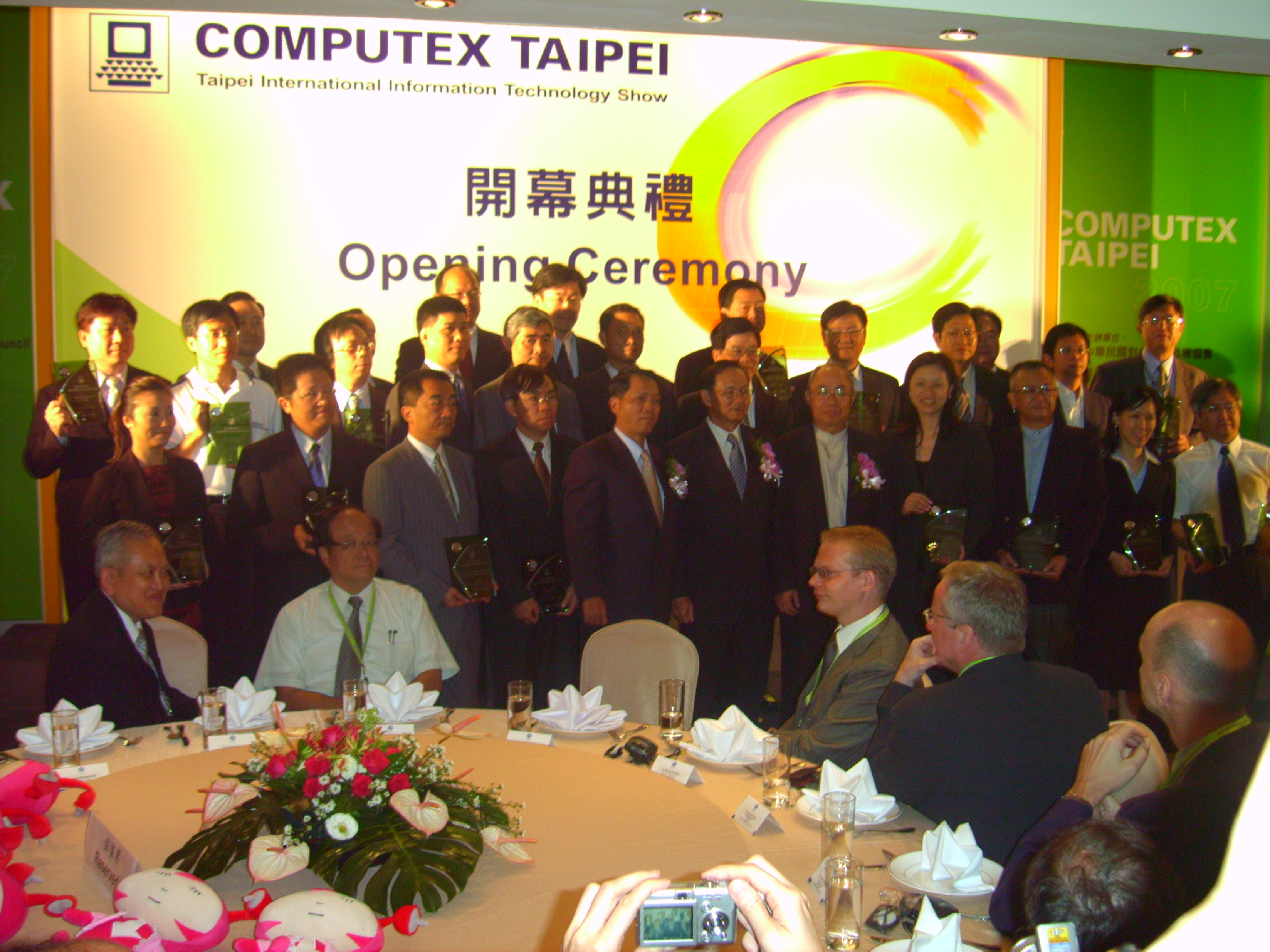
Cérémonie d'ouverture des Computex Award 2007.

COMPUTEX Taipei ou Taipei International Information Technology Show (chinois traditionnel : 台北國際電腦展), est un salon informatique et high-tech qui se tient chaque année au Taipei World Trade Center (en) de Taipei à Taiwan. 
C'est l'un des plus grands salons d'ordinateurs et de nouvelles technologies au monde (deuxième plus important après le CeBIT de Hanovre en Allemagne). 
Les organisateurs du Computex sont le Taiwan External Trade Development Council (en) (TAITRA) et la Taipei Computer Association (TCA), financés par le gouvernement taiwanais. Le premier Computex s'est tenu en 1981 pour permettre à l'industrie high tech taiwanaise émergente de présenter leurs produits. Le Computex s'est ensuite rapidement développé dans les années 1990 à la mesure de l'explosion des nouvelles technologies à Taiwan.

## Historique
- COMPUTEX 2003, du 22 septembre 2003 au 26 septembre 2003 (programmé pour juin 2003 mais reporté en raison de l'épidémie de SRAS en Asie).
- COMPUTEX 2004, du 1er juin 2004 au 5 juin 2004.
- COMPUTEX 2005, du 31 mai 2005 au 4 juin 2005.
- COMPUTEX 2006, du 6 juin 2006 au 10 juin 2006.
- COMPUTEX 2007, du 5 juin 2007 au 9 juin 2007.
- COMPUTEX 2008, du 3 juin 2008 au 7 juin 2008.
- COMPUTEX 2009, du 2 juin 2009 au 6 juin 2009.
- COMPUTEX 2010, du 31 mai 2010 au 5 juin 2010.
- COMPUTEX 2011, du 31 mai 2011 au 4 juin 2011.
- COMPUTEX 2012, du 5 juin 2012 au 9 juin 2012.
- COMPUTEX 2013, du 4 juin 2013 au 8 juin 2013.
- COMPUTEX 2014, du 3 juin 2014 au 7 juin 2014.
- COMPUTEX 2015, du 2 juin 2015 au 5 juin 2015.
- COMPUTEX 2016, du 31 mai 2016 au 4 juin 2016.
- COMPUTEX 2017, du 30 mai 2017 au 3 juin 2017.
- COMPUTEX 2018, du 5 juin 2018 au 9 juin 2018.
- COMPUTEX 2019, du 28 mai 2019 au 1er juin 2019.
- COMPUTEX 2020, initialement prévue du 2 au 6 juin 2020 puis reportée du 28 au 30 septembre 2020 en raison de la Pandémie de COVID-19 avant d'être finalement annulée.
- COMPUTEX 2021, du 31 mai 2021 au 30 juin 2021 (en ligne uniquement).
- COMPUTEX 2022, du 24 au 27 mai 2022.
- COMPUTEX 2023, du 30 mai 2023 au 2 juin 2023.
- COMPUTEX 2024, du 4 au 7 juin 2024.
- COMPUTEX 2025, du 20 au 23 mai 2025.

## Édition 2011
L'édition 2011 a été l'occasion pour Google de renforcer son approche concernant Google Chrome OS. En effet, l'entreprise a déclaré ouvrir prochainement à Taipei un centre de recherche et développement uniquement consacré au système d'exploitation qui sera distribué à partir de l'année 2011.